# Ligue pour le relèvement de la moralité publique
La Ligue pour le relèvement de la moralité publique (LRMP), créée en 1883, est une fédération française d'associations locales œuvrant pour le respect de ce qu'elle considérait comme les « bonnes mœurs ». Abolitionniste en matière de prostitution, elle s'opposait aussi à la pornographie, à l'alcoolisme, au jeu. Elle initia maintes actions contre des films, avant de s'auto-dissoudre en 1946. La ligue publie un mensuel, Le Relèvement social, à partir de 1893. Lui succède, en 1946, La Rénovation, tandis que la Ligue adopte le nom de Cartel d'action sociale et morale.
La Ligue est fondée par des personnalités proches du protestantisme (en particulier du christianisme social, sorte de socialisme chrétien) et souvent liées aux milieux de gauche et à la Ligue des droits de l'homme. Son secrétaire général à la fin du XIXe siècle est ainsi Louis Comte, un pasteur dreyfusard. Tommy Fallot et Edmond de Pressensé en sont aussi, alors, des figures importantes, de même que la suffragette Jeanne Schmahl. Un certain nombre de personnalités, notamment universitaires, ont été membres de la ligue, dont Benoît, le recteur de l'université de Montpellier, Vidal, professeur de droit pénal, Gustave Monod, Paul Bureau, professeur à l'Institut catholique de Paris et président de la Ligue de 1906 à 1923 (lui succèdera Paul Gemähling, professeur de Strasbourg et de confession juive), l'économiste Charles Gide, président de la Société de protestation contre la licence des rues à partir de 1910, le doyen de la faculté de théologie protestante de Paris Raoul Allier ou le sociologue Albert Bayet. Au début des années 1920, elle compte plusieurs députés et sénateurs et un ministre, le radical-socialiste Justin Godart (également député puis sénateur de Lyon). S'y ajoutent, dans les années 1930, la féministe Cécile Brunschvicg, sous-secrétaire du gouvernement Blum, et Georges Pernot, ministre du gouvernement Flandin en 1930 et membre de la Fédération républicaine (centre-droit).
La ligue se droitise de plus en plus à partir de la Première Guerre mondiale, jusqu'à devenir, sous la plume d'Émile Pourésy, le successeur du pasteur Louis Comte et auteur de La gangrène pornographique (1908), pétainiste en 1940. La ligue n'accepte toutefois pas l'entérinement des maisons closes par Vichy, qui s'effraie en retour de celle-là. Refondée sous le nom du Cartel d'action sociale et morale après la guerre, elle obtient alors, notamment grâce à des députés du Mouvement républicain populaire (MRP, démocrate-chrétien), le vote de deux lois importante, la loi Marthe Richard abolissant les maisons closes et la loi du 16 juillet 1949 sur les publications destinées à la jeunesse.

## Prostitution et pornographie
En matière de prostitution, la Ligue pour le relèvement de la moralité publique s'opposa notamment à la Société de protestation contre la licence des rues, dirigée par le « Père la pudeur » (et sénateur) René Bérenger, qui défend les maisons closes, jusqu'à ce qu'elle fusionne avec cette dernière. Sa lutte contre la « pornographie » s'entend en un sens très large; elle tente ainsi de convaincre les compagnies ferroviaires de repeindre plus souvent les murs des toilettes afin d'effacer les graffitis obscènes. Émile Pourésy et la ligue s'opposent souvent au magazine La Vie parisienne. Bien que formée majoritairement de bourgeois, la ligue est difficile à classer sur un plan politique. E. Pourésy, conférencier infatigable, parle aussi bien à l'invitation de l'Action française que de milieux anarchistes, qui voient en lui un défenseur du néo-malthusianisme. Au troisième congrès du mouvement, en 1905, le professeur de philosophie Edmond Goblot accusa la bourgeoisie d'être à l'origine de la prostitution.

## Section lyonnaise
La LRMP était dotée, à Lyon, d'une section locale très active, qui s'indignait de la présence de nageuses près du quai Saint-Vincent ou de la diffusion du film La Garçonne, obtenant pour ces deux faits une enquête de police du maire Édouard Herriot - qui toutefois conclut au caractère innocent des faits en question (La Garçonne fut toutefois interdite de diffusion, à Lyon, en 1941, sous Vichy). La fédération locale des ligues de Lyon obtint en revanche l'interdiction, en 1933, de La Marche au Soleil, un film sur le naturisme en France. En 1936, elle monte une campagne, avec des membres de la « Cagoule », organisation clandestine d'extrême droite, contre le film d'Abel Gance, Lucrèce Borgia, qui est interdit par Georges Cohendy, le président de la délégation spéciale de Lyon sous Vichy, le 17 novembre 1940.

## Le Cartel d'action sociale et morale
En 1946, la Ligue est rebaptisée Cartel d'action sociale et morale. Elle est dirigée par Daniel Parker, qui intenta un procès à Boris Vian pour J'irai cracher sur vos tombes, mais aussi à Maurice Girodias. Parmi ses membres, on compte Maurice Leenhardt, professeur à l'École pratique des hautes études, le chanoine Viollet (qui s'engagea dans la Résistance), le médecin Édouard Rist, le député MRP et maire de Versailles André Mignot et Charles Richard-Molard, délégué général du Cartel. La loi Marthe Richard, qui conduit à la fermeture des maisons closes, est votée sur la proposition du député MRP Pierre Dominjon, membre du Cartel. Celui-ci obtient aussi le vote de la loi du 16 juillet 1949 sur les publications destinées à la jeunesse. Daniel Parker fut mis à l'écart après que Gaston Gallimard eût découvert, par un détective privé, son goût pour les garçons mineurs ; André Mignot lui succède.

## Dirigeants
- Louis Comte
- Paul Bureau (1906-1923)
- Paul Gemähling
- Daniel Parker
- André Mignot

## Sources
- Jean-Yves Le Naour, « Un mouvement antipornographique : la Ligue pour le relèvement de la moralité publique (1883-1946) ». In: Histoire, économie et société, 2003, 22e année, no 3. p. 385–394. DOI : 10.3406/hes.2003.2327. Accessible en ligne.
- Thierry Crépin, « Les ligues de moralité entre déclin et renouveau », in La légitimité culturelle en question, dirigé par Sylvette Giet, Presses universitaires de Limoges, 2004